# 大石幸二
大石 幸二（おおいし こうじ、1967年 - ）は、日本の臨床心理学者、公認心理師、臨床心理士、臨床発達心理士。立教大学副総長、立教大学大学院現代心理学研究科教授。

## 人物・経歴
東京都北区出身。1991年東京学芸大学教育学部特殊教育学科卒。1993年東京学芸大学大学院教育研究科障害児教育専攻修了、修士（教育学）。1996年筑波大学大学院心身障害学研究科心身障害学専攻単位取得満期退学、文部技官任官、筑波大学心身障害学系準研究員。1998年筑波大学心身障害学系助手。1999年明星大学人文学部専任講師。2002年明星大学人文学部助教授。同年日本カウンセリング学会優秀ポスター発表賞受賞。2004年日野市次世代育成支援市町村行動計画策定委員会学識経験者。2006年立教大学現代心理学部心理学科助教授。2007年立教大学現代心理学部心理学科准教授。2009年立教大学現代心理学部心理学科教授。2012年埼玉県教育委員会高校生自立支援に係る検討会議委員長。2014年日本特殊教育学会実践研究賞受賞。2015年立教大学現代心理学部心理学科長、新座市児童福祉審議会副委員長。2018年立教大学大学院現代心理学研究科臨床心理学専攻教授、立教大学総長室調査役。2019年発達障害専門センター理事。2021年立教大学副総長（キャンパス連携・教学担当）、公認心理師の会理事。公認心理師、臨床心理士、臨床発達心理士。

## 著作

### 編著
- 『特別支援教育を支える行動コンサルテーション : 連携と協働を実現するためのシステムと技法』（加藤哲文と共編著）学苑社 2004年
- 『学校支援に活かす行動コンサルテーション実践ハンドブック : 特別支援教育を踏まえた生徒指導・教育相談への展開』（加藤哲文と共編著）学苑社 2011年
- 『対人援助専門職のための発達障害者支援ハンドブック』（柘植雅義, 篁倫子, 松村京子と共編）金剛出版 2012年
- 『連携とコンサルテーション : 多様な子供を多様な人材で支援する』（鎌塚優子, 滝川国芳と共編著）ぎょうせい 2017年

### 編集
- 『通常学級における特別支援教育の視点に立った学級経営 : 未来志向の教育デザイン』学苑社 2013年
- 『公認心理師国家試験要点解説と必修用語 第1回』文光堂 2019年

### 監修
- 『配慮を要する子どものための個別の保育・指導計画 : カンファレンスで深まる・作れる』学苑社 2018年
- 『公認心理師・臨床心理士のための発達障害論 : インクルージョンを基盤とした理解と支援』学苑社 2019年
- 『ビジュアルブックASDの君へ : ラクな気持ちになるためのヒント集』学苑社 2019年
- 『先生のための保護者相談ハンドブック : 配慮を要する子どもの保護者とつながる3つの技術』学苑社 2020年
- 『標準公認心理師試験対策問題集 2020』文光堂 2020年

### 翻訳
- レイモンド・G・ミルテンバーガー著『行動変容法入門』（園山繁樹, 野呂文行, 渡部匡隆と共訳）二瓶社 2006年
- ウィリアム・P・アーチュル, ブライアン・K・マーテンズ著『学校コンサルテーション : 統合モデルによる特別支援教育の推進』（監訳）学苑社 2008年
- クリストファー・A・カーニー著『親子でできる引っ込み思案な子どもの支援』学苑社 2014年
- クリストファー・A・カーニー著『場面緘黙の子どもの支援 : 先生とできる』（監訳）学苑社 2015年

### DVD
- 『万人のための学級・学校づくりをめざすコンサルテーション』神奈川学習障害教育研究協会 2007年
- 『発達支援に活かす学校コンサルテーション 1』神奈川学習障害教育研究協会 2009年
- 『発達支援に活かす学校コンサルテーション 2』神奈川学習障害教育研究協会 2009年
- 『どの子も活き活きと学ぶことができるクラスづくりと学校支援』神奈川学習障害教育研究協会 2013年